# Kānī Nīāz
Kānī Nīāz (persiska: کانی نیاز) är en ort i Iran.   Den ligger i provinsen Kurdistan, i den nordvästra delen av landet, 500 km väster om huvudstaden Teheran. Kānī Nīāz ligger 1 560 meter över havet och antalet invånare är 210.
Terrängen runt Kānī Nīāz är lite kuperad.Runt Kānī Nīāz är det ganska glesbefolkat, med 50 invånare per kvadratkilometer. Närmaste större samhälle är Saqqez, 3,6 km sydväst om Kānī Nīāz. Trakten runt Kānī Nīāz består i huvudsak av gräsmarker.